# سامارینو
سامارینو (انگلیسی: Samarino) یک شهرک در شهرستان بلاگووارسکی باشقیرستان کشور روسیه است.